# David Charles Harvey
David Charles Harvey (Londres, 29 de julho de 1946 - 4 de março de 2004) foi um historiador e escritor inglês. Ele é notável por sua obra Monuments to Courage que documenta os túmulos de quase todos os destinatários da Cruz Vitória, uma tarefa que levou 36 anos para ser concluída.